# Рід Такеда

Емблема мон роду Такеда — «ромб Такеди»

Рід Такеда (яп. 武田氏, такеда-сі) — самурайський рід у середньовічній Японії. Належить до роду Мінамото нащадків імператора Сейва (Сейва Ґенджі). Засновник роду — Мінамото-но Йошіміцу (1045-1127).
Існувало багато відгалужень роду. Серед них найвідомішими є родини Такеда з провінції Кай (сучасна префектура Яманасі), провінції Акі (сучасна префектура Хірошіма), провінції Вакаса (сучасна префектура Фукуй) та провінції Кадзуса (сучасна префектура Тіба).

## КайськіТакеда
Рід Такеда оселився у провінції Кай за життя 4-го голови роду Такеда Нобуйоші, який був призначений губернатором цієї провінції. Найбільшого розквіту зазнав за керування 19-го голови — Такеди Харунобу (Такеди Шінґена). Його успішні завойовницькі війни розширили володіння роду за рахунок провінцій Шінано (суч. префектура Наґано), Суруґа і Тотомі (суч. префектура Шідзуока), а також провінції Кодзуке (суч. префектура Ґумма). Раптова смерть Шінґена і поразка його сина у битві при Наґашіно спричинили занепад роду Такеда. У 1582 році Такеда були знищені Одою Нобунаґою.
Рештки родини Такеда з провінції Кай поступили на службу до Токуґави Ієясу.

### Голови
| Ім'я                 |          |  | Роки життя |
| -------------------- | -------- |  | ---------- |
| Мінамото-но Йошіміцу | 源義光   |  | 1045-1127  |
| Мінамото-но Йошікійо | 源義清   |  | 1075-1149  |
| Мінамото-но Кійоміцу | 源清光   |  | 1110-1168  |
| Такеда Нобуйоші      | 武田信義 |  | 1128-1186  |
| Такеда Нобуміцу      | 武田信光 |  | 1162-1246  |
| Такеда Нобумаса      | 武田信政 |  | ? — 1265   |
| Такеда Нобутокі      | 武田信時 |  | ?-1289     |
| Такеда Токіцуна      | 武田時綱 |  | ?-?        |
| Такеда Нобумуне      | 武田信宗 |  | ?-1330     |
| Такеда Нобутаке      | 武田信武 |  | 1292-1359  |
| Такеда Нобунарі      | 武田信成 |  | ?-1394     |
| Такеда Нобухару      | 武田信春 |  | ?-1413     |
| Такеда Нобуміцу      | 武田信満 |  | ?-1417     |
| Такеда Нобушіґе      | 武田信重 |  | 1386-1450  |
| Такеда Нобуморі      | 武田信守 |  | ?-1455     |
| Такеда Нобумаса      | 武田信昌 |  | 1447-1505  |
| Такеда Нобуцуна      | 武田信縄 |  | 1471-1507  |
| Такеда Нобутора      | 武田信虎 |  | 1494-1574  |
| Такеда Харунобу      | 武田晴信 |  | 1521-1573  |
| Такеда Кацуйорі      | 武田勝頼 |  | 1546-1582  |
| Такеда Нобукацу      | 武田信勝 |  | 1567-1582  |
|                      |          |  |            |